# Karl von Breidenbach zu Breidenstein

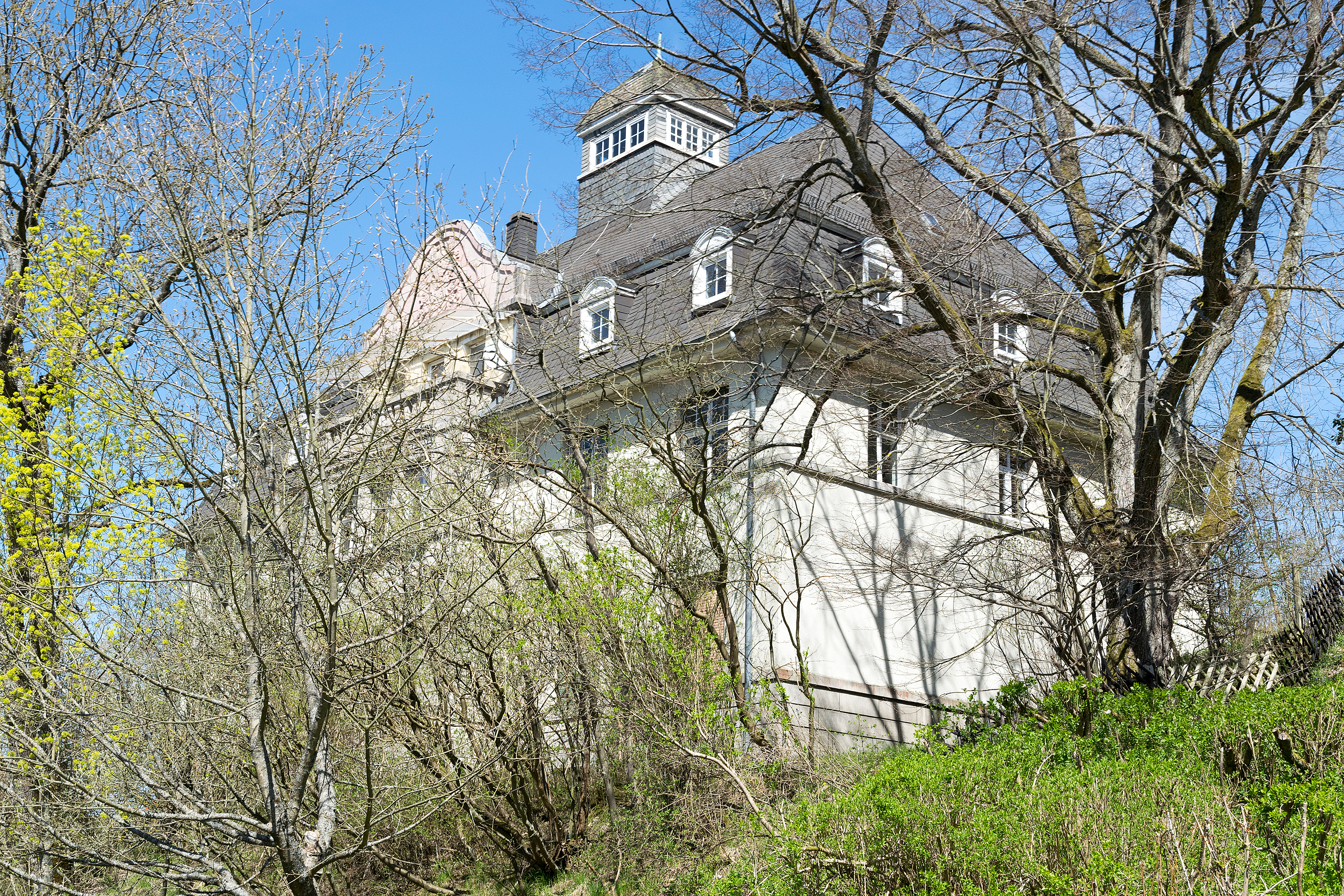
Schloss Breidenstein, 1712/1714 vom Vater von Karl von Breidenbach zu Breidenstein errichtet

Karl Philipp Christian Johann Heinrich Wilhelm Freiherr von Breidenbach zu Breidenstein (* 12. August 1751 in Friedberg; † 23. März 1813 auf Schloss Breidenstein) war Burgmann in Friedberg und Obervorsteher der Althessischen Ritterschaft.

## Leben
Carl von Breidenbach zu Breidenstein entstammte der älteren Hauptlinie des hessischen Uradelsgeschlechts Breidenbach zu Breidenstein und war ein Sohn des Generalmajors Ernst Ludwig von Breidenbach zu Breidenstein (1699–1755) und dessen Ehefrau Henriette Maria Anna von Thüngen (1736–1751).
Am 28. Dezember 1777 heiratete er Charlotte Hein (1758–1792). Das Paar hatte sieben Kinder, darunter die Söhne Ernst (1780–1822, Rittmeister) und Carl (1789–1847, Generalmajor).
Nach dem Tod seiner Frau heiratete er am 19. August 1794 Albertina Schaumberg (1766–1823). Mit ihr hatte er sechs Kinder, wobei nur die Tochter Auguste (1800–1877) ∞ Buchhändler Friedrich Heyer (1804–1856) das Erwachsenenalter erreichte.
Nach dem Studium der Rechtswissenschaften an der Georg-August-Universität Göttingen – sein Lehrer war Johann Stephan Pütter – trug er sich am 28. Mai 1771 in die Matrikel beim Reichskammergericht in Wetzlar ein.
Am 6. Juli 1772 wechselte er in den Militärdienst in Braunschweig-Wolfenbüttel und wurde bereits am 12. August 1772 Leutnant in einem Dragoner-Regiment. Am 23. Januar 1775 wurde er Leutnant im hannoverschen Garde-Regiment zu Pferd und 1785 als britischer Rittmeister der Garde du Corps (seit 1714 bildeten Großbritannien und Hannover eine Personalunion) in den Ruhestand versetzt. Er kam nach Hessen zurück und beendete seinen Militärdienst in der Hessen-kasselschen Armee als Oberst a la Suite.
Wie sein Halbbruder Georg gehörte er den Freimaurern an und war Mitglied der Wetzlarer Loge Joseph zu den drey Helmen.
Er war Obervorsteher der Althessischen Ritterschaft und Erb- und Mitgerichtsherr des Grundes in Breidenbach und Herr zu Breidenstein.
In seiner Wetzlarer Zeit schloss er Bekanntschaft mit Charlotte Buff. Sie war das Vorbild der Lotte in Johann Wolfgang von Goethes Die Leiden des jungen Werthers und lieferte ihm den Stoff zu seinem Werk „Berichtigung der Geschichte des jungen Werther“, das er 1775 veröffentlichte.